# ترس کانتوس
ترس کانتوس (به اسپانیایی: Tres Cantos) یک دهستان در مادرید اسپانیا است.

## خصوصیات
ترس کانتوس ۳۷٫۹۳ کیلومترمربع مساحت و ۴۱٬۸۹۶ نفر جمعیت دارد و ۷۱۰ متر بالاتر از سطح دریا واقع شده‌است.

## خواهرخوانده
شهر سرژی خواهرخواندهٔ ترس کانتوس هست.